# Kim Jeong-hyun (cầu thủ bóng đá, sinh 1993)
Kim Jeong-hyun (sinh ngày 1 tháng 6 năm 1993) là một cầu thủ bóng đá Hàn Quốc thi đấu ở vị trí tiền vệ cho Gwangju FC ở K League Classic.

## Sự nghiệp
Jeong-hyun có màn ra mắt cho Oita Trinita ở J2 League ngày 17 tháng 6 năm 2012 trước Mito HollyHock, thi đấu 88 phút và Oita Trinita giành chiến thắng 1–0.

## Thống kê câu lạc bộ
Tính đến 24 tháng 11 năm 2013
| Câu lạc bộ          | Mùa giải            | Giải vô địch | Giải vô địch | Cúp Hoàng đế Nhật Bản | Cúp Hoàng đế Nhật Bản | J. League Cup | J. League Cup | AFC     | AFC       | Tổng    | Tổng      |
| Câu lạc bộ          | Mùa giải            | Số trận      | Bàn thắng    | Số trận               | Bàn thắng             | Số trận       | Bàn thắng     | Số trận | Bàn thắng | Số trận | Bàn thắng |
| ------------------- | ------------------- | ------------ | ------------ | --------------------- | --------------------- | ------------- | ------------- | ------- | --------- | ------- | --------- |
| Oita Trinita        | 2012                | 8            | 0            | 0                     | 0                     | 0             | 0             | —       | —         | 8       | 0         |
| Oita Trinita        | 2013                | 3            | 0            | 0                     | 0                     | 2             | 0             | —       | —         | 5       | 0         |
| Tổng cộng sự nghiệp | Tổng cộng sự nghiệp | 13           | 0            | 0                     | 0                     | 0             | 0             | 0       | 0         | 13      | 0         |